# Вухереріоз
Вухереріоз (англ. Filariasis due to Wuchereria bancrofti; філяріїдоз, який спричинює Wuchereria bancrofti; синоніми — англ. Bancroft's filariasis, Wuchereria bancrofti infection, Filariasis bancrofti) — гельмінтоз, який входить до підгрупи лімфатичних філяріїдозів, до групи філяріїдозів. Дуже часто у англомовній медичній літературі використовують назву «філяріїдоз, який спричинює Wuchereria bancrofti» або взагалі розглядають хворобу в розділі, присвяченому цьому гельмінту.

## Історія відкриття
Здавна люди звертали увагу на ситуації, коли бачили гротескні пухлини кінцівок, грудей, статевих органів тощо, що було названо слоновістю за схожість з кінцівками слона. Ці деформації було описано та зображено на досить численних малюнках з найдавніших часів, хоча інтерпретацію їх завжди слід розглядати з обережністю. Вухереріоз можливо був поширений уздовж Нілу здавна, і, хоча немає жодних письмових згадок, опухлі кінцівки статуї єгипетського фараона Ментухотепа II, яку було створено близько 2 000 до н. е., дозволяють припустити, що він страждав від слоновості. Маленькі статуетки та золоті гирі у вигляді людини від культурі Нок у Західній Африці, створені приблизно у 500-ті рр н. е., показують збільшену мошонку, що є частим при вухереріозній слоновості. Уперше слоновість як хворобу описав Тит Лукрецій Кар (90-55 р. до н. е.), який її виявляв у мешканців узбережжя Нілу. Грецькі та римські автори були обізнані про різницю у походженні слоновості, тому використовували термін «грецька слоновість», щоб описати проказу, а термін «арабська слоновість», щоб описати лімфатичні філяріїдози. Арабські лікарі, в тому числі й Авіценна, також знали відмінності між проказою та лімфатичними філяріїдозами. Перші розлогі описи вухереріозних уражень почали з'являтися у XVI-му столітті. Вони відтоді сталі відомі як «прокляття святого Томаса», коли під час візиту в Гоа між 1588 і 1592 роками голландський мореплавець Ян Гюйген Ліншотен записав, що нащадки тих, хто вбили Святого Томаса, були «усі народжені з однією людською ногою, а з другою — як у слона». Після цього збільшилось число згадок про слоновість як в Африці, так і в Азії, включаючи Китай, де шотландський паразитолог Патрік Менсон у 1877 році описав життєвий цикл одного з паразитів, які спричинюють філяріїдози, що було визнано одним з найбільших відкриттів у паразитології. Патрік Менсон, який працював у той час у Сямені в Китаї, знайшов мікрофілярій в крові собак і людини, припустив, що ці паразити в крові можуть бути передані комахами. Відповідно, він годував комарів на крові свого садівника, який був заражений, і виявив личинкові стадії в комарів. Тим не менш, Менсон вважав, що мікрофілярія втекла з комара у воді, і що люди заразилися через пиття цієї забрудненої води або внаслідок проникнення через шкіру. Фактично справжній режим передачі не було встановлено, допоки не були проведені дослідження австралійського паразитолога Томаса Бенкрофта та помічника Менсона Джорджа Кармайкла Лоу, які продемонстрували наявність мікрофілярій у ротових утвореннях комарів у 1900 році.

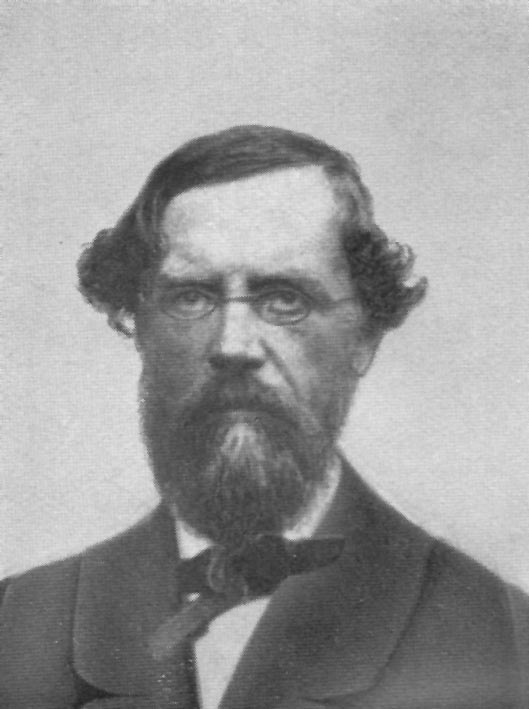
Отто Вухерер (1820—1873) — німецько-бразильський паразитолог, один з відкривачів Wuchereria bancrofti.

Один з яскравих проявів лімфатичних філяріїдозів взагалі, та вухереріозу зокрема, — це хілурія, тобто біле «молочне» забарвлення сечі через потрапляння туди лімфи, яка саме має такий білий колір. Цей симптом був вперше описаний Вільямом Проутом в його книзі «Про природу і лікування шлунку та захворювань нирок» (англ. On the Nature and Treatment of Stomach and Renal Diseases, 1849 р.). Личинки мікрофілярій було вперше виявлено в хілурічній рідині французьким хірургом Жаном-Ніколя Демарком у 1863 році і, незалежно від нього, в сечі Отто Вухерер у Бразилії в 1866 році. У 1872 році шотландський лікар Тімоті Льюїс, який працював тоді в Калькутті, знайшов однакові мікрофілярії як в крові, так і в сечі, і визначив їх значення в розвитку слоновості. Дорослого черв'яка описав австралійський хірург Джозеф Бенкрофт у 1876 році. Його спочатку британський гельмінтолог Томас Спенсер Кобболд назвав Filaria bancrofti на честь Бенкрофта. В подальшому збудник отримав свою сучасну епонімічну назву за прізвищами двох вчених Отто Вухерера та Жозефа Бенкрофта — Wuchereria bancrofti, який спричинює вухереріоз.

## Актуальність
Вухереріоз складає до 90 % усіх лімфатичних філяріїдозів. Близько 100 млн людей уражені цим гельмінтом в світі. Переважно це відбувається в екваторіальному поясі Африці, дельті Нілу, Туреччині, Індії, Південно-Східній Азії, Індонезії, Філіппінах, островах Океанії, частині Південної Америки.
ВООЗ координує зусилля з ерадикації (викорінення) вухереріозу. Основою цієї програми є масове використання антифілярійних препаратів на регулярній основі, які треба приймати принаймні п'ять років. Так у квітні 2011 року Шрі-Ланка була сертифікована ВООЗ як країна, яка викорінила цю хворобу.

## Етіологія
Мікрофілярії третього покоління Wuchereria bancrofti потрапляють в кров людини після укусу, зробленого комаром. Потім вони мігрують до найближчих лімфатичних вузлів, де дозрівають у дорослих черв'яків протягом певного терміну від 3 місяців до 1 року. Середній час інкубації становить близько 15 місяців. Зрілі особини можуть жити протягом 5 — 10 років. Після копуляції самця та самиці остання народжує мікрофілярії першого покоління або стадії, які потім проходять через кровоносну систему протягом дня і збираються в артеріолах легенів вночі, коли нічні комарі найбільш активні. Після того, як мікрофілярії потрапили до травної системи комарів, вони проникають крізь стінки кишечника комахи і надалі мандрують до грудних м'язів, де дозрівають, послідовно змінюючись до третього покоління мікрофілярій.

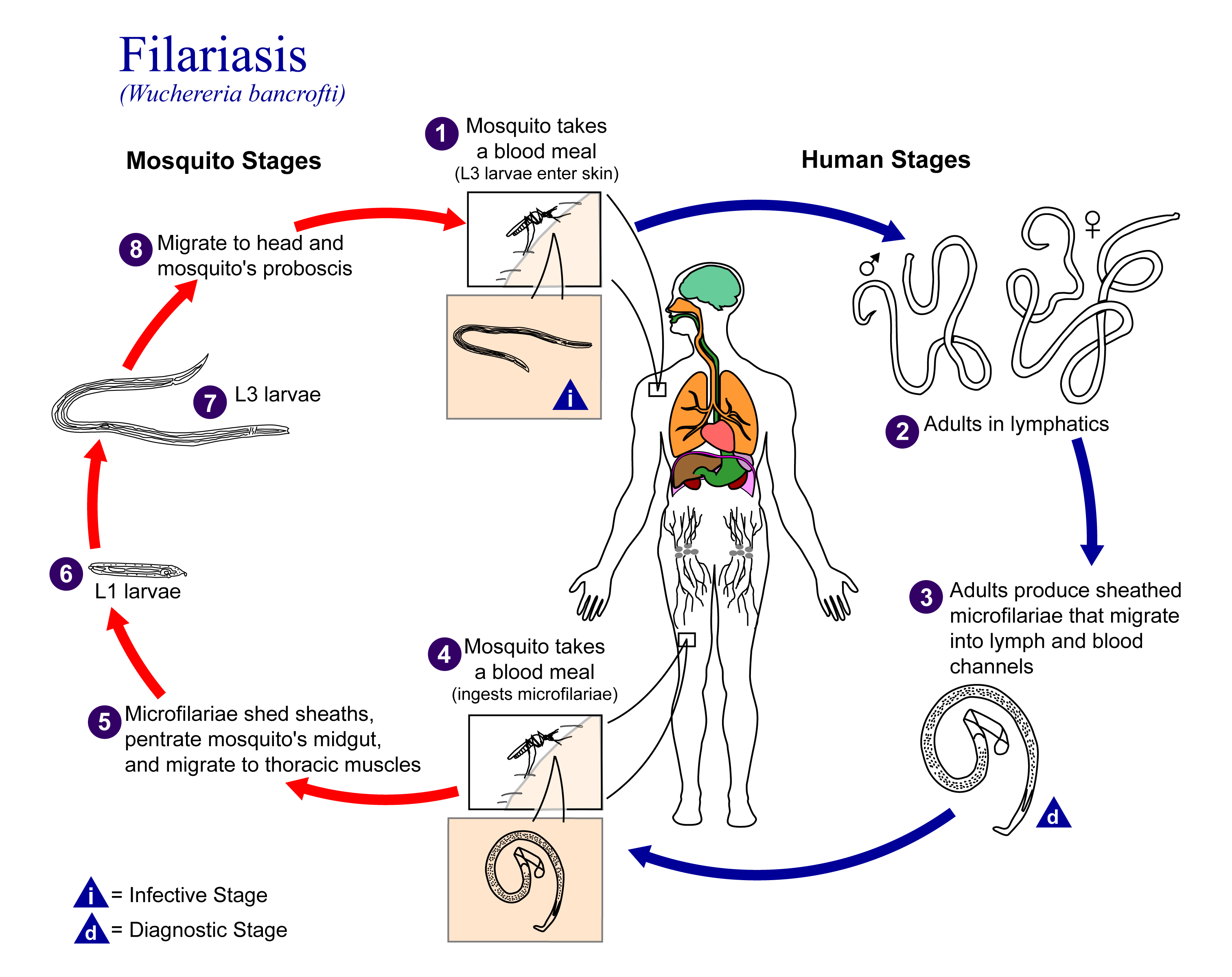
Життєвий цикл Wuchereria bancrofti.

## Епідеміологічні особливості

### Джерело інфекції
Джерелом інфекції при вухереріозі є люди, в організмі яких відбувається мікрофіляріємія. Нечисленні виявлення мікрофілярій у собак не знайшло епідеміологічного обґрунтування цього акту. Вважають, що це випадковість, а не стале зараження. Окрім цього, у природних умовах було виявлено мікрофілярії у маленького примата Peridicticus potto, але це також вважають випадковістю. В експериментальних умовах вдавалося заразити мавп.

### Механізм передачі
Потрапляння філярій в організм людини відбувається трансмісивним механізмом передачі внаслідок укусу комарів. Переносниками у Африці є різні види комарів роду Anopheles, в Америці Culex quinquefasciatus, в Океанії та Азії різні види комарів родів Mansonia і Aedes. Через те, що дорослі особини живуть у замкнутій серцево-судинній системі хребетних, зараження здорових може відбуватися виключно при кровосмоктанні, яке здійснюють комарі, з подальшим розвитком у організмі цих проміжних хазяїв. Після потрапляння мікрофілярій у шлунок комахи, вони далі мігрують в м'язи, де перетворюються на інвазійних личинок. Струм гемолімфи їх заносить до колючого хоботку комахи і, при черговому кровосмоктанні, личинки через ранку в шкірі потрапляють в організм людини. Концентрація личинок при вухереріозі у людини досягає свого піка вночі. І тільки при зараженні штамами Wuchereria bancrofti, які циркулюють у тихоокеанському регіоні, можливий і субперіодичний тип мікрофіляріємії з досягненням піку в денні часи.

### Сприйнятливий контингент та імунітет
У людей з ендемічних районів вухереріоз досить часто перебігає малосимптомно або безсимптомно, допоки не зросте до величезних рівнів антигенне філярійне навантаження, в той час як неімунні іноземці, що приїхали до ендемічних районів, як правило, відповідають в імунному сенсі стрімко та сильно, мають більш значущі ранні клінічні прояви, навіть і при легкому перебігу. Імунна відповідь при вухереріозі формується відповідно до загальних закономірностей імунного процесу. Він більш виражений у відповідь на паразитування личинок. Імунні реакції, що виникають проти мікрофілярій, захищають хазяїна від безконтрольного збільшення інтенсивності інвазії у випадках повторного зараження. У корінних жителів ендемічних районів виробляється частковий імунітет, який обумовлює зниження чисельності дорослих особин, скорочення терміну їх життя, а також придушення народження мікрофілярій. Поступово розвивається також резистентність до повторних заражень.

## Патогенез
Після потрапляння філярій до організму людини зазвичай розвивається активна імунна відповідь, яка направлена на відторгнення личинок. Якщо личинки не вдається вивести з організму протягом цього періоду імунної відповіді, то можуть розвинутися різні ураження, що пов'язані з вухереріозною інфекцією. Більшість з цих уражень виникають не через вплив самих нематод, а внаслідок імунної реакції на їх присутність. Найбільш вираженим ушкодженням є ураження лімфатичних судин. Розвивається лімфангіт, який перебігає із запаленням ураженої ділянки, як правило, в кінцівках та виникненням гарячки. Повторні епізоди лімфангіту призводять до утворення фіброзних тканин і кальцинатів всередині та навколо лімфатичних судин. При подальшому прогресуванні хвороби розвивається елефантіаз. Як правило утворення слоновості іде з явним переважанням з одного боку.
Циркуляція мікрофілярій у крові, наявність їх в легенях може привести до IgE-опосередкованої алергічної реакції, яка призводить до проявів, що нагадують бронхіальну астму. Таку форму ураження називають синдромом тропічної легеневої еозинофілії (ТЛЕ).

## Клінічні ознаки

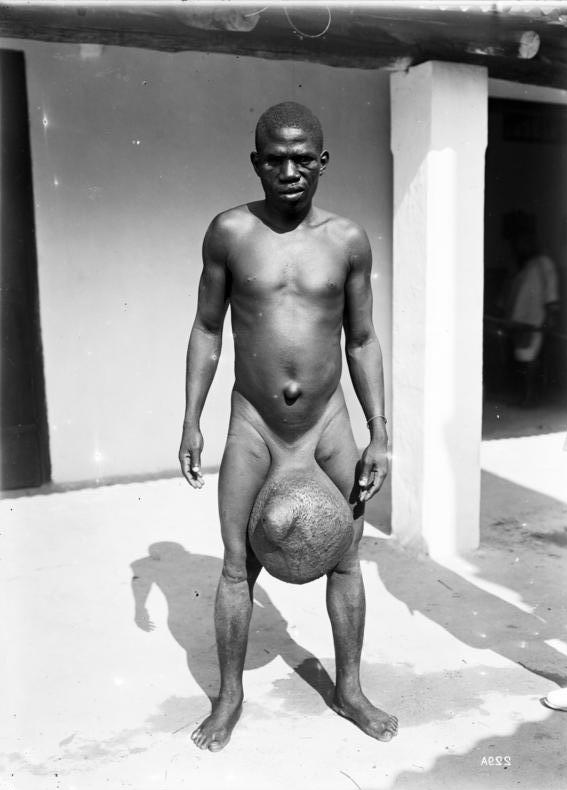
Чоловік з Танзанії з типовим вухереріозним ураженням яєчка з виникненням великого його лімфостазу.

Згідно МКХ-10 хворобу класифікують як «Філяріїдоз, який спричинює Wuchereria bancrofti (Вухереріоз)» (В74.0).
Зазвичай вухереріозна інвазія перебігає безсимптомно. У окремих пацієнтів можуть розвиватися лімфедеми, тобто набряки, які охоплюють ноги, але іноді й руки, статеві органи, молочні залози. Набряки призводять до зменшення відтоку лімфатичної рідини, що може призводити до розвитку шкірних і лімфатичних системних інфекцій, при цьому хворі відчувають біль в уражених ділянках, свербіння, підвищення температури тіла. З часом прогресування хвороби призводить до потовщення і затвердіння шкіри, що називають слоновістю. Виразна слоновість обов'язково зумовлює тяжке каліцтво. а іноді й смерть. Існує градація таких лімфатичних змін:
- І ступінь — набряк на кінцівках, здатний до спонтанного зменшення в покої;
- II ступінь — набряк на кінцівках, не здатний до спонтанного зменшення в покої;
- III ступінь — набряк поєднується з дерматосклерозом та папіломатозом (слоновість).

Частим проявом вухереріозу в чоловіків є ураження яєчок та їх придатків, потовщення стінок мошонки, разом з цим у хворих може проявитися хілурія. У жінок процес охоплює фаллопієві труби та вульву.
Вухереріоз також може перебігати з синдромом тропічної легеневої еозинофілії, яку спостерігають переважно в пацієнтів, що проживають в Азії. При цьому у хворих з'являються кашель, задишка, свистяче дихання тощо.

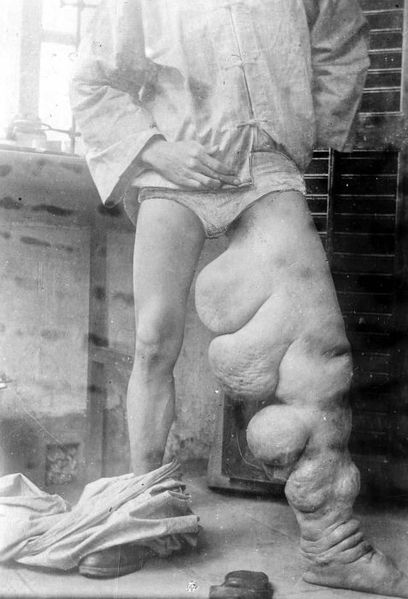
Типовий запущений елефантіаз кінцівки при вухереріозі.

## Діагностика
Виявлення при мікроскопії мікрофілярій в циркулюючій крові або в сечі, в рідині набряку або біоптаті підтверджує діагноз. Оптимальний час для отримання зразка крові залежить від виду або штаму Wuchereria bancrofti. Для тих штамів, яким притаманна нічна періодичність, найкращий час для взяття крові у хворої людини від 10-ї години ранку до 16-ї. У субперіодичних штамів, де, як правило, високий рівень мікрофіляріємії відбувається в кінці дня, кров може містити мікрофілярії у будь-який час доби. Проводять дослідження тонкого мазку і товстої краплі крові (товстий мазок). Вухереріозні мікрофілярії, як і такі у Mansonella perstans і Mansonella ozzardi, мають чітку оболонку на відміну від мікрофілярій інших збудників філяріїдозів. Фарбування оболонки і ядра мікрофілярій важливе для диференціації видів гельмінтів при мікроскопії. Застосування гематоксиліну за Делафілдом є кращим, аніж фарбування за Романовським—Гімзою, адже при останньому способі не забарвлюється оболонка мікрофілярії. Більш чутливими є методи концентрації мікрофілярій в крові, аніж прості мазки. Ці методи (Нотт-седиментація, нуклеопорний (полікарбонатний) фільтр тощо) з успіхом використовують навіть тоді, коли є низькі рівні циркулюючих в крові мікрофілярій.
Іноді дорослих гельмінтів і мікрофілярій можна виявити у лімфатичному вузлі або інших біоптатах. Це дозволяє поставити правильний діагноз, навіть тоді, коли мікрофілярії відсутні в крові або інших рідинах організму. Проте можна посилити циркуляцію мікрофілярій, якщо провести тест провокації диетилкарбамазином. Після призначення цього антигельмінтного препарату у малій дозі мікрофілярії більше виходять у периферичне кровоносне русло.
Використовують також ще такі методи:
- ІФА (ELISA, з цільовим виявленням IgE і IgG4 антитіл),
- виявлення циркулюючих паразитарних антигенів за допомогою виготовлених моноклональних антитіл,
- ПЛР.

У хворих з синдромом тропічної легеневої еозинофілії немає циркулюючих в крові мікрофілярій, але є високий рівень вухереріозних антигену та антитіл, високий рівень IgE та висока еозинофілія. Помітно збільшення числа запальних клітин, що видно в бронхіальних змивах, з яких близько 70 % клітин складають активовані еозинофіли. Біоптат легень в рідкісних, складний випадках може показати серед скупчення еозинофілів загиблі або гинучі мікрофілярії.
Доцільним для визначення поширення процесу в організмі хворого є застосування рентгенологічного методу, ультразвукового дослідження, лімфографії тощо.

## Лікування
Антифілярійна терапія включає застосування івермектину, диетилкарбамазину, рідше — альбендазолу. Зокрема, призначення диетилкарбамазину в дозі 6 мг/кг маси тіла раз на півроку або навіть на рік є достатнім не тільки для загибелі мікрофілярій, але й дорослих гельмінтів. Поєднання деяких з цих препаратів є більш ефективним, аніж застосування поодинці. При приєднанні вторинної інфекції застосовують різні антибіотики.
При тяжких косметичних дефектах потрібно проводити косметичну хірургію, де обсяг оперативного втручання визначає ступінь ураження.
Іноді потрібно виконати ампутацію кінцівки.

## Профілактика
Головним чинником профілактики є виявлення захворілих для проведення антифілярійної терапії аби розірвати коло циркуляції гельмінта. Боротьба з виплодом комарів є доцільною тільки на певних невеликих територіях, тому головним способом є запобігання укусам комарів (використання репелентів, антикомаріних сіток, випаровувачів тощо). Носіння закритої одежі у вечірні та нічні часи теж є надважливим. Велике значення надають освіті громадськості стосовно основних профілактичних заходів проти вухереріозу.